# Aïn Tine
Aïn Tine (o Aïn Tinn) è un comune dell'Algeria, situato nella provincia di Mila.